# Georg Martinuzzi

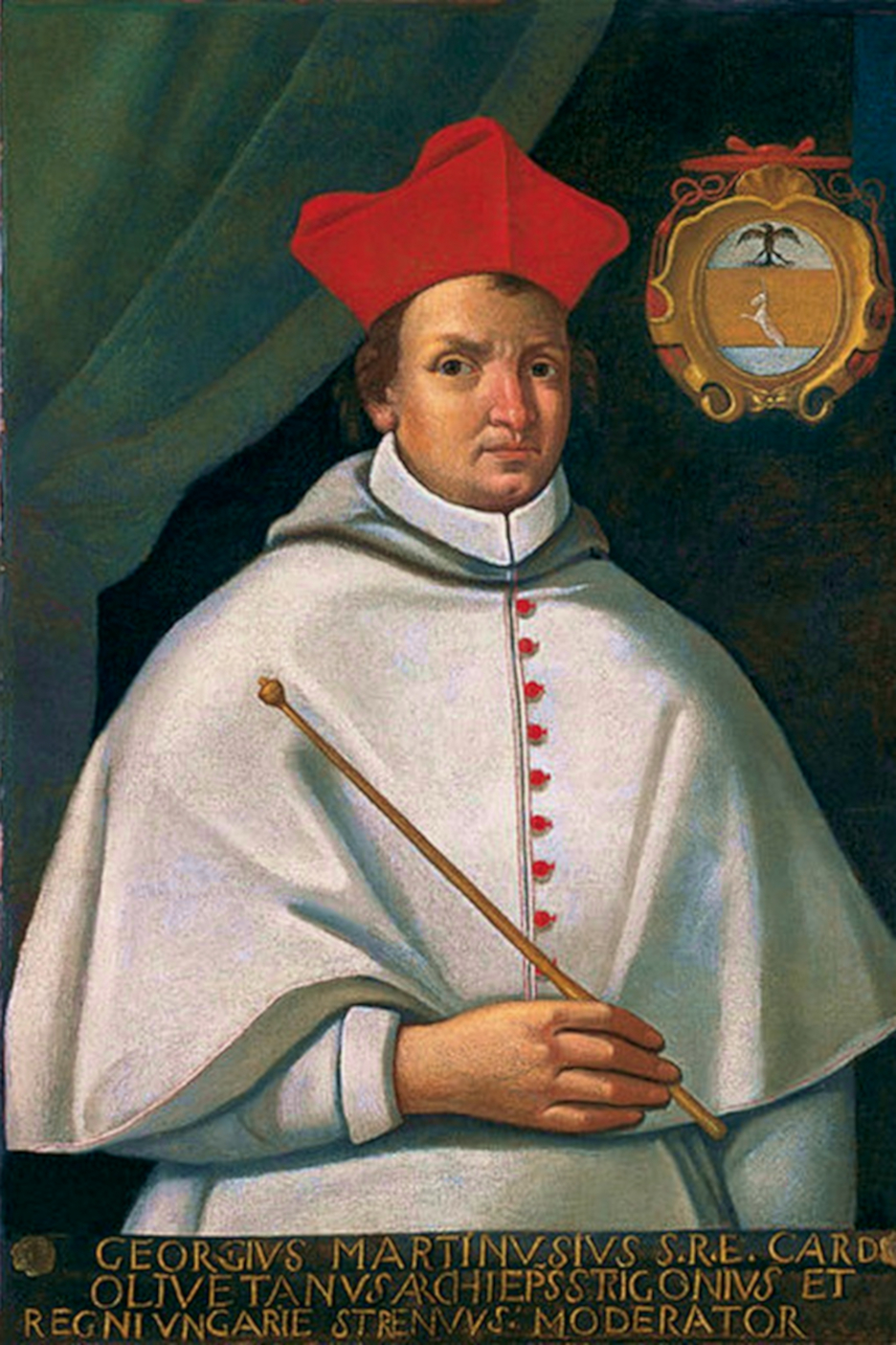
Kardinal Martinuzzi (1551) (Gemälde aus der Barockzeit)

Georg Martinuzzi OSPPE (kroatisch Juraj Utješinović Martinušević, ungarisch György Utjesenovic, bekannt auch als Frater György, Bruder Georg; * 1482 in Kamičak, Dalmatien; † 17. Dezember 1551 auf Schloss Winzendorf) war ein kroatisch-ungarischer Kleriker und Staatsmann zur Zeit der Renaissance.

## Leben

### Herkunft und frühe Jahre
Er war der Sohn des kroatischen Gutsbesitzers Gregor Utješinović, der im Kampf gegen die Türken fiel. Seine Mutter war eine Venezianerin aus der Patrizierfamilie der Martinuzzi; sein Onkel war Giacomo Martinuzzi, Bischof von Skradin in Dalmatien. Im Gedenken an sie nahm er den Nachnamen Martinuzzi an. Sein Vorname wird ferner als Juraj angegeben; sein Nachname wird angegeben als Utiesenovic, Utyeszenics, Utissenoviski, Utješinovic, Wisenowiski oder Martinuzius (lateinisch). Er selbst zeichnete für gewöhnlich als Frater Georgius, in der ungarischen Geschichtsschreibung wird er als Frater György oder kurz als der Frater bezeichnet.
Im Alter von acht Jahren kam er 1490 an den Hof des Herzogs János Corvin und wurde dort erster Page und Kammerdiener des Herzogs. Er blieb zwölf Jahre dort, bis er in den Dienst der Familie Zápolya trat und kurze Zeit unter Johann Zápolya kämpfte. Ein Mönch der Pauliner hatte ihn Lesen und Schreiben gelehrt, so gab er die militärische Laufbahn auf und trat 1510 im Kloster St. Laurentius nahe Buda diesem Orden bei, später studierte er Philosophie und Theologie.

### Kirchliche und politische Laufbahn

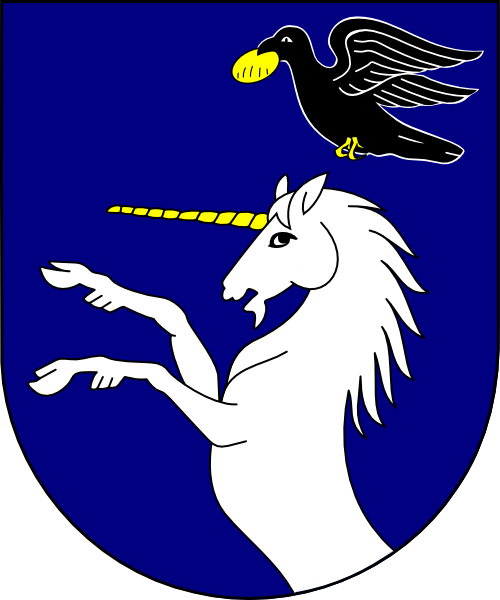
Wappen

Georg Martinuzzi wurde Prior des Paulinerklosters in Tschenstochau, später stand er dem Kloster in Sajolad bei Erlau im nördlichen Ungarn vor. Im Jahr 1527 suchte ihn der neugekrönte König von Ungarn János Zápolya in diesem Kloster auf, als er nach seiner Niederlage gegen König Ferdinand von Böhmen nach Polen floh, und bat ihn um Hilfe. Frater György sammelte die Unterstützer König Johanns, erreichte finanzielle Unterstützung durch die Großen des Königreiches und stellte eine Armee auf, die 1529 unter dem Kommando von General Ravay die Truppen Ferdinands bezwang. Der König ernannte ihn im selben Jahr zum königlichen Berater und Schatzmeister.
Im Jahr 1534 wurde Georg Martinuzzi durch König János zum Bischof von Nagyvárad ernannt. Da er vom Papst erst fünf Jahre später präkonisiert wurde, ließ er das Bistum durch Weihbischöfe leiten. 1536 wurde er Bischof von Csanád. 1538 schloss er mit König Ferdinand den Vertrag von Nagyvárad, durch den János der Königstitel und die Herrschaft über den größten Teil Ungarns zuerkannt wurde, wobei Ferdinand zu dessen Nachfolger berufen blieb.
Am 30. Mai 1539 übernahm er den Bischofssitz von Nagyvárad. König János starb am 21. Juli 1540 und widerrief auf dem Sterbebett den Vertrag von Nagyvárad, zugleich vermachte er die Krone Ungarns seinem erst neun Tage alten Sohn Johann Sigismund Zápolya; testamentarisch wurden Georg Martinuzzi und Peter Petrovich vom verstorbenen König zum Vormund des Säuglings eingesetzt. Die beiden proklamierten János Zsigmond als König. Sultan Süleyman I. versprach, den jungen König anzuerkennen. Jedoch eroberte der Sultan 1541 Buda, die Hauptstadt Ungarns. Bischof Martinuzzi, Vormund des jungen Königs und Regent, gelang es, Siebenbürgen als unabhängiges Fürstentum unter der Suzeränität des Osmanischen Reiches zu erhalten. Er änderte dann seine Politik und versuchte 1545, mit Ferdinand eine gemeinsame Front gegen die Türken zu errichten. Der Vertrag wurde auf dem Landtag von Klausenburg 1551 bestätigt, nachdem Georg Martinuzzi die Königinmutter Isabella und den jungen König überzeugt hatte, zurückzutreten; und führte zur Wiedervereinigung Ungarns unter den Habsburgern. Für Martinuzzi brachte dies den Metropolitansitz von Esztergom sowie den Kardinalstitel ein. Die Bischofsweihe hatte er bereits 1548 durch Franciscus Josephich, den Bischof von Senj, empfangen.

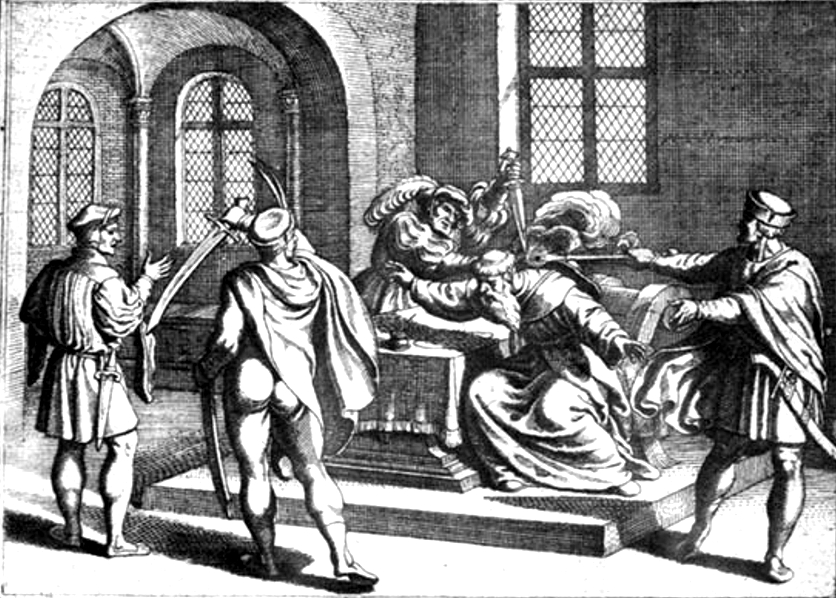
Die Ermordung des Kardinals George Martinuzzi, von Gefolgsleuten des kaiserlichen Generals Castaldo, am 16. Dezember 1551.

Am 12. Oktober 1551 wurde Georg Martinuzzi durch Papst Julius III. zum Kardinalpriester erhoben und erhielt die Erlaubnis, seinen weißen Habit anstelle des Purpur der Kardinäle zu tragen, die Weltpriester waren; er starb jedoch, bevor er den Kardinalshut und eine Titelkirche entgegennehmen konnte. 1551 hatten die Türken Csanád und weitere Orte eingenommen. Daraufhin vereinigten Kardinal Martinuzzi sowie die kaiserlichen Generäle Giovanni Battista Castaldo, Markgraf von Cassiano, und Sforza Pallavicini ihre Truppen gegen den gemeinsamen Feind. Ein Schreiben des Kardinals, das die Türkengefahr betonte, wurde im Konsistorium vom 16. November 1551 verlesen. Um einen Angriff der Türken zu verzögern, schlug Martinuzzi im Dezember 1551 insgeheim dem Sultan die Zahlung von Tribut vor. Seine geheimen Kontakte erregten jedoch das Misstrauen Castaldos, der ihn König Ferdinand gegenüber des Hochverrats beschuldigte und um die Erlaubnis bat, den Kardinal, sofern erforderlich, auszuschalten. Der König stimmte dem zu. Martinuzzis Sekretär Marco Aurelio Ferrari wurde hierzu angeworben. Am 17. Dezember 1551 in Schloss Winzendorf stach der Sekretär auf seinen Herrn ein, während dieser einen Brief las; jedoch war der 69-Jährige noch zu Gegenwehr in der Lage, so dass er schließlich von Pallavicini und dessen Soldaten getötet wurde.

## Begräbnis und Prozess
Sein Grab befindet sich in der katholischen Kathedrale in Alba Iulia. 1553 fand in Wien ein Prozess wegen Mord an Georg Martinuzzi statt, der vom Nunzius Girolamo Martinengo geführt wurde. Der Arzt Giorgio Biandrata, der in Siebenbürgen tätig gewesen war, wurde gerufen, um an diesem Prozess auszusagen.